# Belfort van Thuin
Het Belfort van Thuin is het historische belfort van de Waalse stad Thuin, ooit een van de goede steden van het prinsbisdom Luik. Deze burgerlijke toren uit de 17e en 18e eeuw was eertijds de toren van de (voormalige) collegiale kerk.
Het belfort staat sinds 1999 op de Werelderfgoedlijst van de UNESCO, een lijst die intussen aangegroeid is tot 56 belforten in België en Frankrijk.

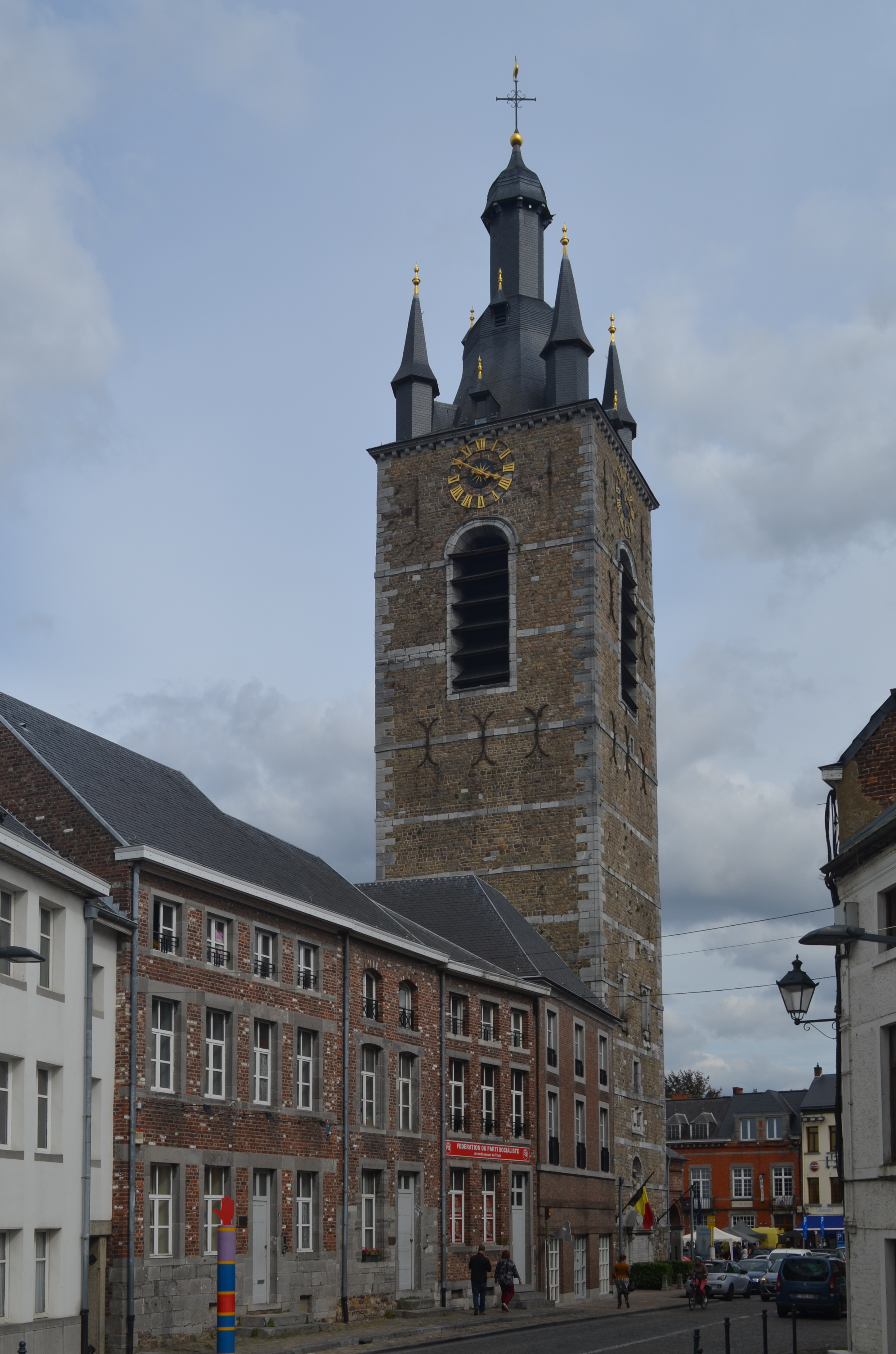
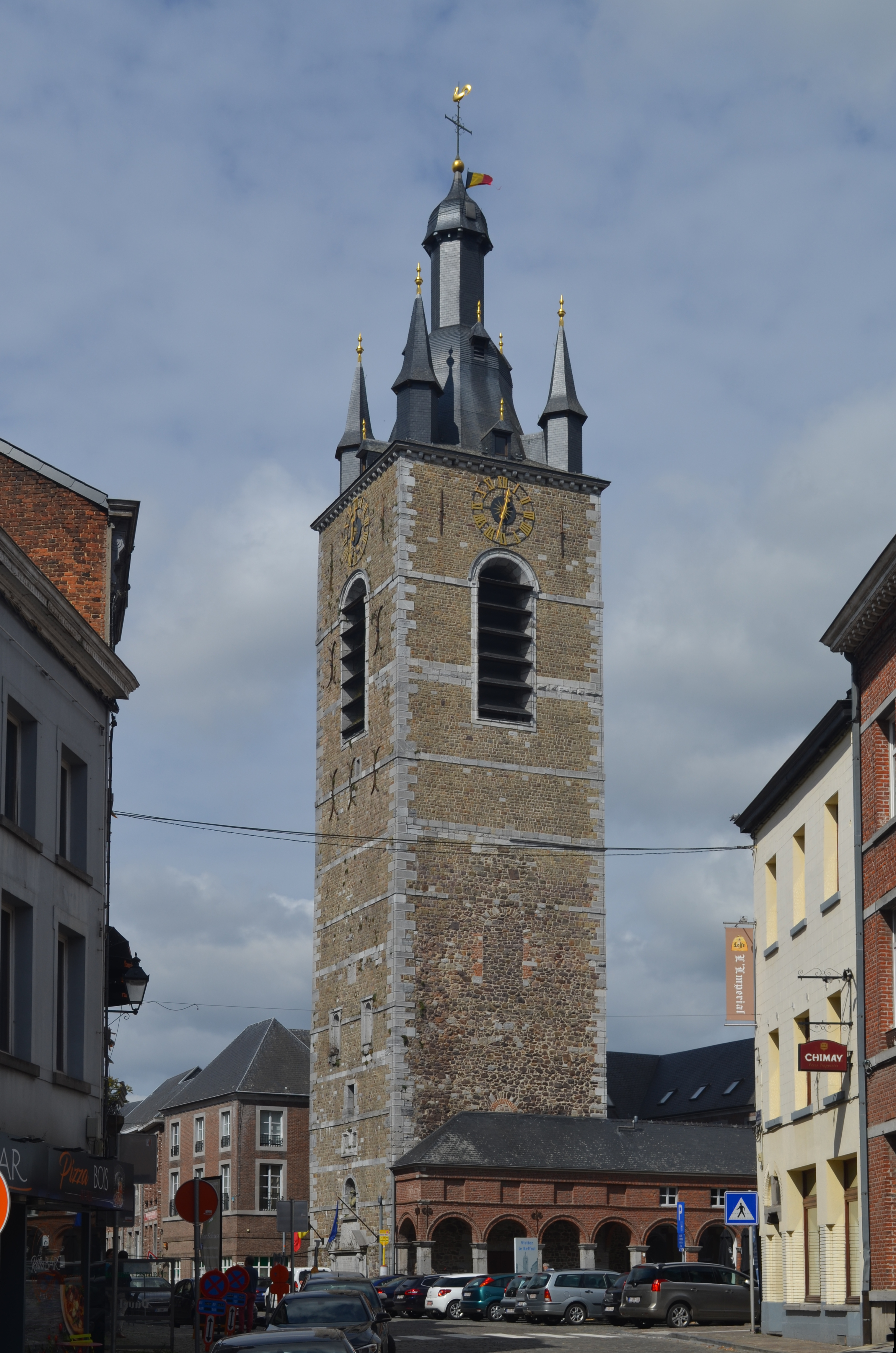
Belfort van Thuin
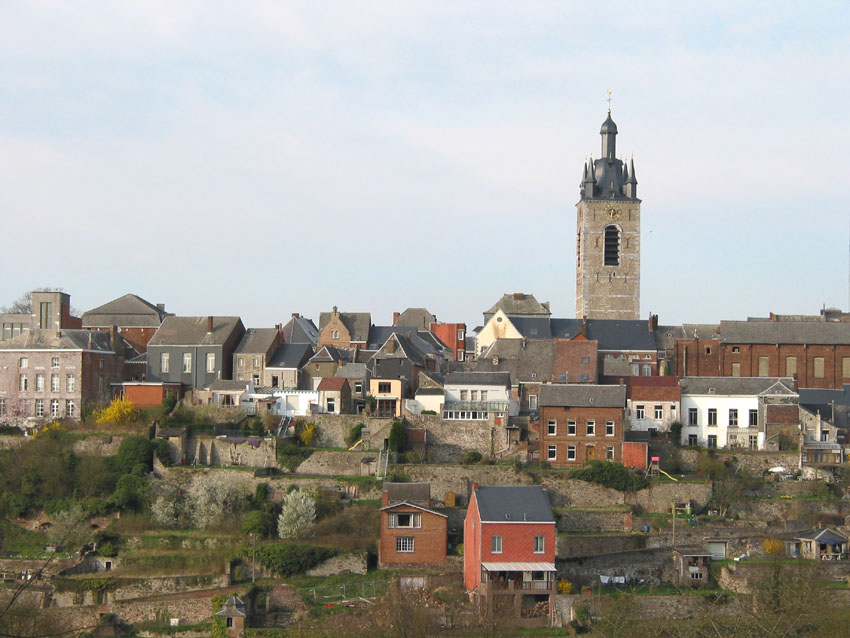
Het belfort boven de oude stad